# Arteră oftalmică
Artera oftalmică este prima ramură a arterei carotide interne distală de sinusul cavernos. Ramurile arterei oftalmice alimentează toate structurile din orbită, precum și unele structuri din nas, față și meninge. Ocluzia arterei oftalmice sau a ramurilor sale poate produce afecțiuni ce pot viza vederea.

## Anatomie
Artera oftalmică se desprinde din artera carotidă internă, de obicei, imediat după ce aceasta din urmă iese din sinusul cavernos, deși în unele cazuri, artera oftalmică se ramifică chiar înainte ca carotida internă să iasă din sinusul cavernos. Artera oftalmică apare din carotida internă de-a lungul părții mediale a procesului clinoid anterior și are un traseu anterior trecând prin canalul optic și inferolateral către nervul optic. Artera oftalmică poate trece, de asemenea, superior nervului optic într-o minoritate de cazuri.  În treimea posterioară a conului orbitei, artera oftalmică se rotește brusc și medial pentru a traversa de-a lungul peretelui medial al orbitei.

### Artera retiniană centrală
Artera retiniană centrală este prima și una dintre ramurile mai mici ale arterei oftalmice având un traseu către dura mater inferioară nervului optic. Aproximativ 12,5 mm posterior globului, artera retiniană centrală se rotește superior și pătrunde în nervul optic, continuând de-a lungul centrului nervului optic, intrând în ochi pentru a furniza sânge straturile retiniene interioare.

### Artera lacrimală
Următoarea ramură a arterei oftalmice este artera lacrimală, una dintre cele mai mari ramuri ale arterei oftalmice, ce apare chiar în momentul în care artera oftalmică intră în orbită și are un traseu de-a lungul marginii superioare a mușchiului drept lateral pentru a aproviziona cu sânge glanda lacrimală, pleoapele și conjunctiva.

### Arterele ciliare posterioare
Artera oftalmică se rotește apoi medial, dând ramificații la una până la cinci artere ciliare posterioare, care ulterior se ramifică în arterele ciliare posterioare lungi și scurte care perforează sclerotica posterior în vecinătatea nervului optic și a maculei pentru a furniza sânge tractul uveal posterior. În trecut, anatomiștii făceau o mică distincție între arterele ciliare posterioare și arterele ciliare posterioare scurte și lungi, folosind adesea termenii sinonimici. Cu toate acestea, lucrările recente ale lui Hayreh au arătat că există atât o distincție anatomică, cât și utilă clinic.  Arterele ciliare posterioare apar direct din artera oftalmică și sunt artere finale, ceea ce înseamnă că nicio arteră ciliară posterioară sau oricare dintre ramurile sale nu se anastomozează cu nicio altă arteră. În consecință, ocluzia bruscă a oricăreia dintre arterele ciliare posterioare va produce un infarct în regiunea coroidei alimentată de acea arteră ciliară specifică Ocluzia uneia dintre arterele ciliare posterioare scurte sau lungi va produce un infarct coroidal mai mic, în zona mai mare alimentată de arterele ciliare posterioare părinte specifică.

### Ramuri musculare
Artera oftalmică se continuă medial, iar ramurile musculare superioare și inferioare apar fie din direct din artera oftalmică, fie dintr-un singur trunchi din aceasta care se împarte ulterior în ramuri superioare și inferioare pentru a vasculariza mușchii extraoculari.

### Artera supraorbitală
Artera supraorbitală se ramifică din artera oftalmică când trece peste nervul optic. Artera supraorbitală trece anterior de-a lungul marginii mediale a mușchiul drept superior și a mușchiul ridicator al pleoapelor dar și prin foramenul supraorbital pentru a alimenta mușchii și pielea frunții.

### Arterele etmoidale
După ce a ajuns la peretele medial al orbitei, artera oftalmică se întoarce din nou anterior. Artera etmoidală posterioară intră în nas prin canalul etmoidal posterior și vascularizează sinusurile etmoidale posterioare și apoi intră în craniu pentru a iriga meningele.
Artera oftalmică continuă anterior, ramificând artera etmoidală anterioară care pătrunde în nas după ce traversează canalul etmoidal anterior și irigă sinusurile etmoidale anterioare și medii, precum și sinusul frontal și, de asemenea, intră în craniu pentru a vasculariza meningele.

### Arterele palpebrale mediale
Artera oftalmică continuă anterior până la trohlea, unde arterele palpebrale mediale (superioare și inferioare) apar și alimentează pleoapele.

### Ramuri terminale
Artera oftalmică se termină în două ramuri, artera supratrocleară (sau frontală) și artera nazală dorsală. Ambele părăsesc orbita medial pentru a vasculariza fruntea și scalpul.

## Ramuri
Datorită importanței evidente a globului ocular, ramurile arterei oftalmice sunt adesea subdivizate în două grupuri: cele care vascularizează globul ocular (grupul ocular) și cele care vasxulstructuri orbitale non-oculare (grupul orbital). 

### Grup orbital
Grupul orbital, care distribuie vasele pe orbită și părțile înconjurătoare, include:
- artera lacrimală A. lacrimalis
- artera supraorbitală A. supraorbitalis
- artera etmoidală posterioară A. ethmoidalis posterioară
- artera etmoidală anterioară A. ethmoidalis anterior
- artera palpebrală medială A. palpebralis medialis
- artera frontală, numită și artera supratrocleară A. supratrochlearis
- artera nazală dorsală A. dorsalis nasi

### Grup ocular
Grupul ocular, care distribuie vasele către ochi și mușchii săi, include:
- arterele ciliare posterioare lungi Aa. ciliares posteriores longae
- arterele ciliare posterioare scurte Aa. ciliares posteriores breves
- artera ciliară anterioară A. ciliare anterioare
- artera retiniană centrală A. centralis retinae
- artera musculară superioară A. supraorbitalis
- artera musculară inferioară A. infraorbitalis

## Funcție
Ramuri ale vascuărizarii arterei oftalmice:
- burtica frontala a mușchiului occipitofrontal
- mușchi oblic inferior
- mușchiul drept inferior
- glanda lacrimală
- mușchiul drept lateral
- muschiul ridicator superior al pleoapelor
- mușchiul drept medial
- mușchiul nazal
- mușchiul procerus
- mușchi oblic superior
- mușchiul drept superior

## Semnificația clinică
Ocluzia severă a arterei oftalmice determină sindromul ischemic ocular. Ca și în cazul ocluziilor arterei centrale a retinei, ocluziile arterei oftalmice pot rezulta din afecțiuni cardiovasculare sistemice; cu toate acestea, o pată roșie vișină este de obicei absentă, iar vederea este de obicei mai proastă. Amauroza fugax este o pierdere temporară a vederii care apare în două afecțiuni care determină o reducere temporară a presiunii arterei oftalmice: hipotensiune ortostatică și accelerație pozitivă. 
Chiar și ocluzia completă a arterei oftalmice poate lăsa ochiul fără simptome, probabil din cauza anastomozelor circulatorii. 